# Alan Rushton Battersby
Sir Alan Rushton Battersby, FRS, britanski organski kemik in akademik, * 4. marec 1925, Leigh, Anglija, Združeno kraljestvo, † 10. februar 2018.
Znan je po svojem raziskovanlem delu na področju biosinteze »pigmentov življenja«: hema, klorofila in vitamina B12